# Xã Black Creek, Quận Mercer, Ohio
Xã Black Creek (tiếng Anh: Black Creek Township) là một xã thuộc quận Mercer, tiểu bang Ohio, Hoa Kỳ. Năm 2010, dân số của xã này là 612 người.